# Bella Vista (Argentyna)
Bella Vista – miasto w Argentynie, położone w zachodniej części prowincji Corrientes nad rzeką Parana.

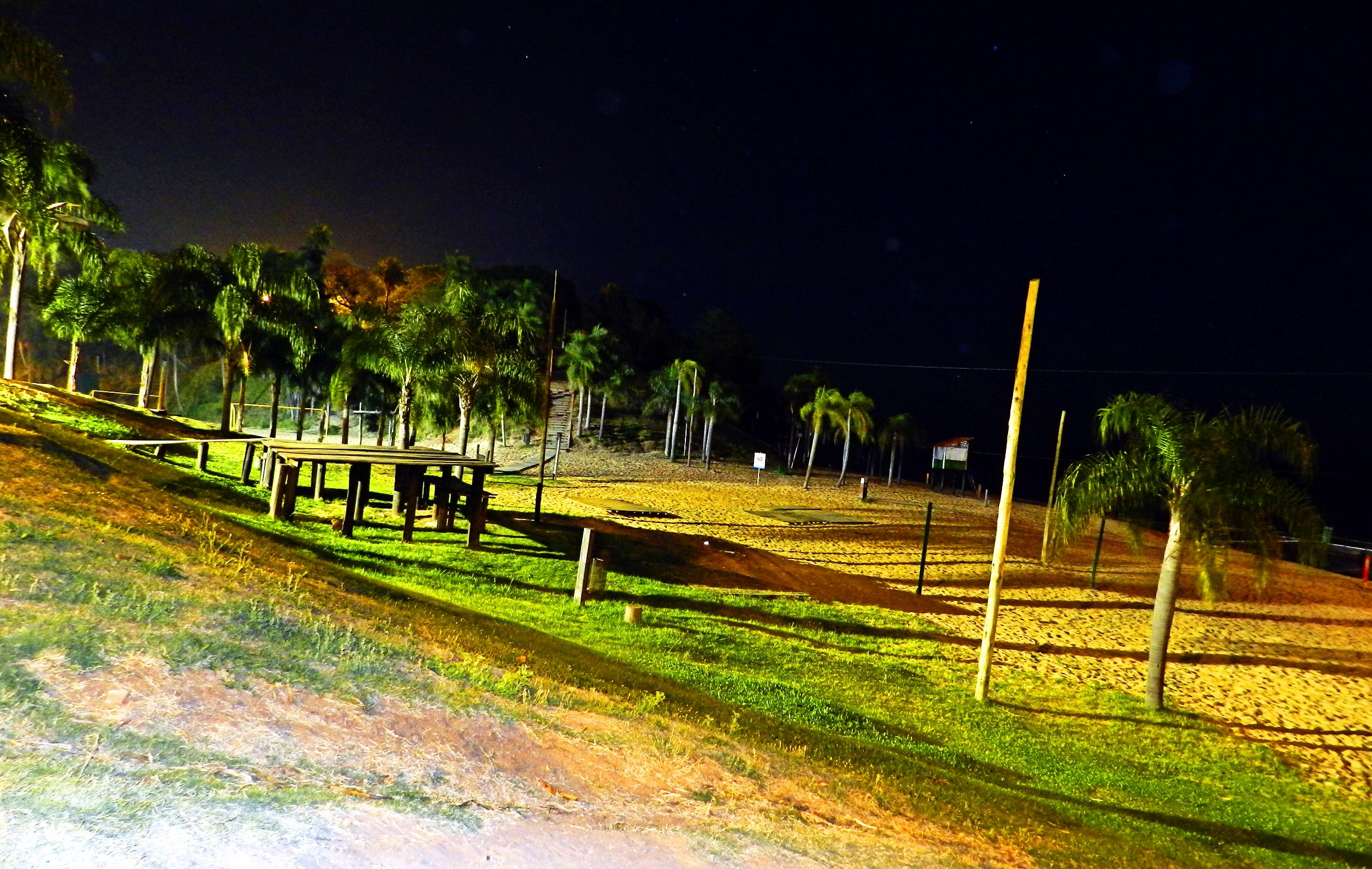
Plaża nocą Bella Vista

## Opis
Miejscowość została założona 3 czerwca 1825 roku. Obecnie miejscowość wypoczynkowa, casino, znajduje się tu też wodospad.. 

## Baza hotelowa
- Hotel Rio Arriba[3]
- Hotel El Solar[4]
- Hotel La Casona[5]
- Hotel El Triangulo[6]